# Oecetis chathamensis
Oecetis chathamensis là một loài Trichoptera trong họ Leptoceridae. Chúng phân bố ở miền Australasia.